# Wyulda squamicaudata
Espèce
Statut de conservation UICN

 NT  : Quasi menacé
Wyulda squamicaudata, parfois aussi appelé Wyulda, est une espèce de marsupiaux endémiques du nord-ouest de l'Australie.